# 喀丙達省
卡宾达省（葡萄牙語：Cabinda）是安哥拉的一塊外飛地，兩者被剛果民主共和國（舊稱扎伊尔）隔開，北接剛果共和國，東邊及南邊與剛果民主共和國相鄰，西面濒临大西洋。
1885年柏林會議時，法葡比三國決議將剛果王國一分為三：法屬剛果（現剛果共和國）、比屬剛果（現剛果民主共和國）及葡屬剛果（現安哥拉共和国的喀丙達省）。